# Franz Lackner

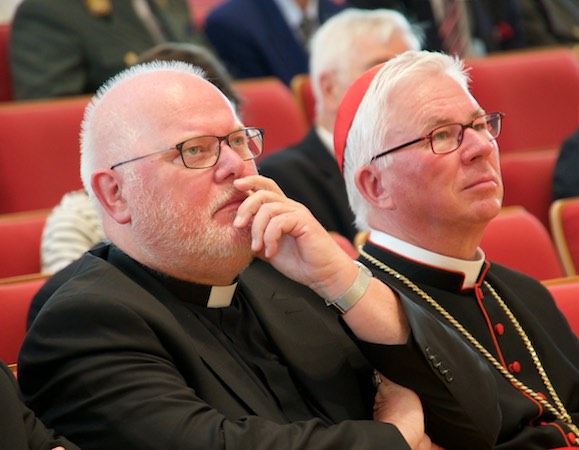
L'archevêque Lackner (à droite) aux côtés du cardinal Reinhard Marx lors de la clôture des 2016

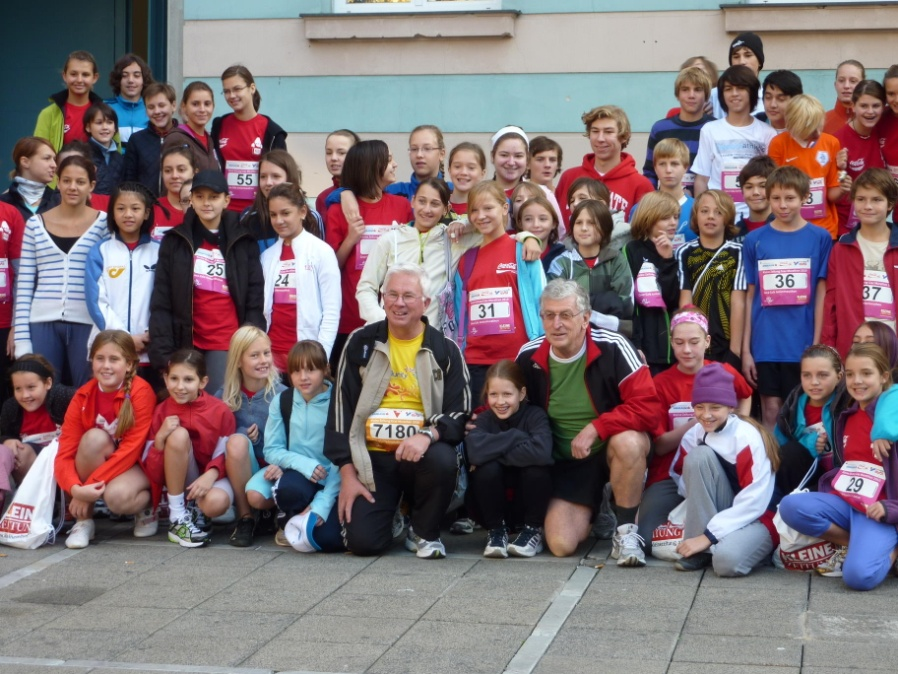
Franz Lackner lors du avec des élèves du et l'ancien directeur Josef Wilhelm, 10 octobre 2010

Franz Lackner OFM (né le 14 juillet 1956 à Feldbach, Styrie, sous le nom dAnton Lackner) est un prêtre catholique romain autrichien. Depuis 2013, il est archevêque de Salzbourg et, depuis 2020, président de la Conférence épiscopale autrichienne.

## Biographie
Anton Lackner est originaire de la commune de Sankt Anna am Aigen dans le sud-est de la Styrie. Lackner grandit dans un milieu de petits paysans et commence, après l'école obligatoire, un apprentissage d'électricien. Après sa formation, il est également employé comme bétonneur et conducteur de chariot élévateur. À deux reprises, en 1978/79, il est stationné pendant six mois à Chypre en tant que soldat de l'ONU. Après avoir opté pour un chemin de vie spirituel, Lackner étudie de 1979 à 1984 au lycée fédéral d'Horn (de).
Le 16 septembre 1984, il commence son noviciat à l'abbaye franciscaine de Reutte (de), où il prend le nom religieux de Franz, fait sa profession temporaire le 16 septembre 1985 et sa profession perpétuelle le 2 septembre 1989. Le 23 juin 1991, Lackner reçoit l'ordination des mains de l'évêque Johann Weber (de) dans la cathédrale de Graz. Après avoir obtenu une maîtrise en théologie, Lackner fait des études de philosophie à l'Université pontificale de Saint-Antoine de l'ordre franciscain à Rome, avec une thèse de doctorat sur Unité et multiplicité chez Duns Scot, qu'il termine avec summa cum laude. Il est ensuite professeur de métaphysique à l'Université pontificale de Saint-Antoine.
Le 7 avril 1999, il est élu provincial de la province franciscaine d'Autriche (de) et, en outre, professeur de philosophie à l'université de philosophie et de théologie Benoît XVI (de) d'Heiligenkreuz.
Le 23 octobre 2002, il est nommé évêque auxiliaire du diocèse de Graz-Seckau et évêque titulaire de Balecium (de). L'évêque de Graz-Seckau, Egon Kapellari (de), lui confère la consécration épiscopale le 8 décembre 2002 dans la cathédrale de Graz. Les co-consécrateurs sont l'ancien évêque de Graz-Seckau, Johann Weber (de), et l'archevêque de Salzbourg, Alois Kothgasser. SDB. Il adopte la devise Illum oportet crescere (« Celui-là doit grandir, mais moi je dois diminuer »).
Le Chapitre de la cathédrale de Salzbourg (de) l'a élu parmi une proposition tripartite (de) du pape François pour succéder à Alois Kothgasser en tant qu'archevêque de Salzbourg, ce qui est confirmé le 13  novembre 2013 par le gouvernement fédéral autrichien conformément au Concordat. Le 18 novembre 2013, le pape François le nomme officiellement nouvel archevêque de Salzbourg. Le 7  janvier 2014, Lackner prend canoniquement possession de l'archidiocèse de Salzbourg, la cérémonie de passation de pouvoir a lieu le 12  janvier 2014, fête du Baptême du Seigneur, dans la cathédrale de Salzbourg,, En tant que 91e évêque de Salzbourg, il est le 90e successeur de saint Rupert et le 79e archevêque de Salzbourg.
Lackner est le métropolite de la province ecclésiastique de Salzbourg (de). Il a le titre honorifique de « Legatus natus ». (ambassadeur permanent du Saint-Siège) ainsi que celui de « primat d'Allemagne » (Primas Germaniae (de)), mais sans prééminence juridictionnelle, mais avec ordre de préséance liturgique Il est ainsi autorisé à porter partout la Pourpre des Légats. C'est pourquoi, dans ses armoiries épiscopales, le galero et les 20 glands ne sont pas verts, comme c'est l'usage pour les archevêques, mais rouges.
Lackner reçoit du pape François le pallium, l'insigne d'un métropolite, le 29 juin 2014, fête des apôtres Pierre et Paul,.
Après la démission de l'évêque du diocèse de Styrie, Egon Kapellari, acceptée par le Saint-Siège le 28  janvier 2015, Lackner est vice-président de la Conférence épiscopale autrichienne à partir de début mars 2015, le 16 juin 2020, il est élu à sa présidence à Mariazell. Il succède dans cette fonction à Christoph Schönborn et est ainsi responsable des domaines de l'État et de l'Église et membre du CCEE (Conseil des conférences épiscopales d'Europe), membre de la Commission de la foi, membre de la Commission des finances, universités et facultés/grandes écoles de théologie (Comité de contact ; Commission de théologie ; Semaines universitaires de Salzbourg (de)),,.
L'archevêque de Salzbourg aime faire du sport, il court des marathons. (par exemple lors du marathon de Graz (de)) et joue au football. Il est fan du SK Sturm Graz.
En 2016, il est nommé par le cardinal Grand Maître Edwin O'Brien comme Grand Officier de l'ordre équestre du Saint-Sépulcre de Jérusalem et le 27 juillet, il est nommé Grand Commandeur. Il est investi dans la fonction de gouverneur autrichien par l'archevêque Alois Kothgasser, Grand Prieur de l'Ordre pontifical laïc, dans la basilique de pèlerinage Maria Plain, le 1er juillet 2016. Il appartient à la commanderie de Salzbourg.

## Honneurs et distinctions
- 2007 : Grande décoration d'or de l'État de Styrie (de).
- 2010 : Membre d'honneur de K.Ö.St.V. Babenberg Graz (de) au sein de ÖCV (de)[20]
- 2012 : Membre d'honneur de la K.Ö.St.V. Nibelungia-Knittelfeld au sein du MKV (de).
- 2014 : Admission à la Confrérie de l'Anima.
- 2015 : Anneau d'honneur de l'État de Styrie (de)
- 2016 : Décoration d'honneur de l'État du Tyrol (de)[21]
- 2016 : Chevalier du Saint-Sépulcre
- 2024 : Grand Insigne d'honneur de l'État de Salzbourg[22],[23]
- 2024 : Citoyen d'honneur de Sankt Anna am Aigen[24]